# Waaloversteek
De Waaloversteek (Engels: Waal Crossing) was de oversteek door de 82e Luchtlandingsdivisie van de rivier de Waal op 20 september 1944 bij Nijmegen, aan de westkant van het dorp Lent. Deze actie was, in de Slag om Nijmegen, onderdeel van de Operatie Market Garden en had tot doel de verkeersbrug en de spoorbrug in de spoorlijn Arnhem - Nijmegen te veroveren.

## Voorbereiding
Het oorspronkelijke geallieerde plan was om de beide bruggen al op 17 september te veroveren, maar om het strategisch hooggelegen Groesbeekse Bos te behouden, besloot generaal James Gavin minder troepen in te zetten voor de aanval dan afgesproken. De Amerikaanse paratroepers ontmoetten op het Keizer Karelplein onverwacht sterke Duitse weerstand en na een Duitse tegenaanval op Groesbeek trok Gavin nog meer troepen uit Nijmegen terug. Dit gaf de Wehrmacht 48 uur de tijd om zijn positie in Nijmegen te versterken voordat de aankomst van het Britse 30e Legerkorps de geallieerden genoeg vuurkracht zou geven om de bruggen te overrompelen.
Op 19 september om 16:00 rukten de Brits-Amerikaanse strijdgroepen de stad in, waarbij een hevig vuurgevecht ontstond op het Keizer Lodewijkplein. De Britse tanks en pantservoertuigen wisselden vuur met de in het Valkhof en Hunnerpark ingegraven Duitse antitankkanonnen en infanterie, terwijl de Amerikaanse paratroepers zich verschansten in de er tegenover staande woonhuizen. Ondertussen schoot zware Duitse artillerie vanaf Lent over de Waal op de geallieerde aanvallers.
Al snel werd duidelijk dat louter een frontale aanval op de Duitse stellingen nog dagen kon duren; zoveel tijd had men echter niet om de Britse troepen in Arnhem te ontzetten. Het bleek nodig om de noordzijde van de beide bruggen in te nemen om de Duitse troepen op de zuidoever te isoleren. Hiervoor zou infanterie per boot de rivier over moeten steken terwijl er op hen geschoten zou worden. Deze taak zou toekomen aan het Amerikaanse 504e RCT (Regimental Combat Team), dat na de landing op Sicilië werd geformeerd uit het 504e Parachute Infantry Regiment, het 307e Airborne Engineer Battalion en het 376e Parachute Field Artillery Battalion van de Amerikaanse 82e Luchtlandingsdivisie.
Het Amerikaanse 3e Bataljon van het 504e Infanterieregiment stak in de avond van 19 september de brug bij Heumen over en sloeg om 21:15 het kamp op op Jonkerbosch. Generaal Gavin gaf majoor Julian Aaron Cook de opdracht om boten te zoeken om de Waal over te steken; Cook had aanvankelijk geen idee waar hij die moest krijgen. Uiteindelijk moesten er helemaal uit België boten worden ingevoerd en werd de Waaloversteek met een dag vertraagd. Aanvankelijk zouden dit 32 boten zijn, maar onderweg werd een vrachtwagen met 6 boten verwoest en zo kwamen er slechts 26 aan op de bestemming.

## Verloop

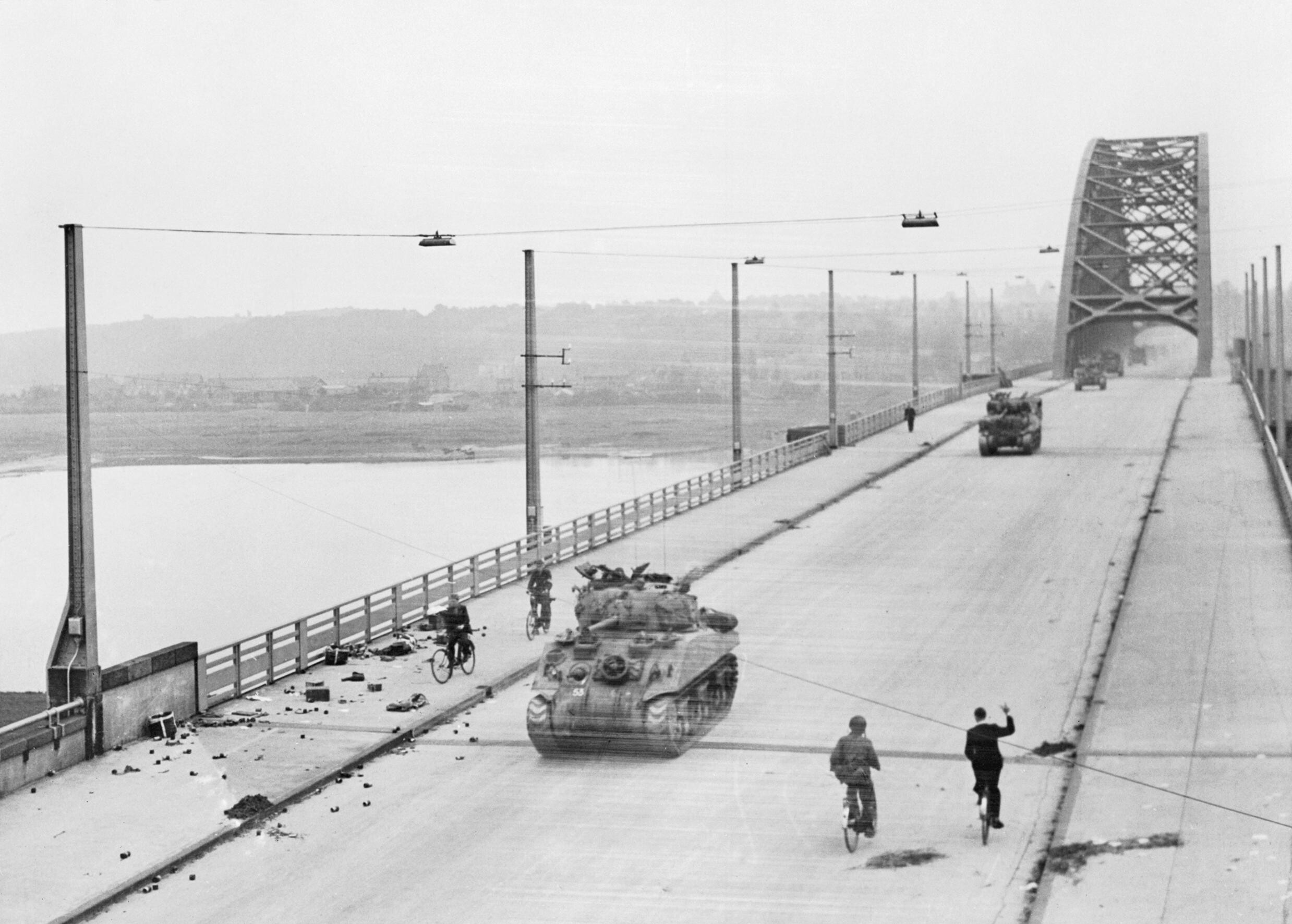
Tanks van het Britse 30e Legerkorps passeren de veroverde Waalbrug.

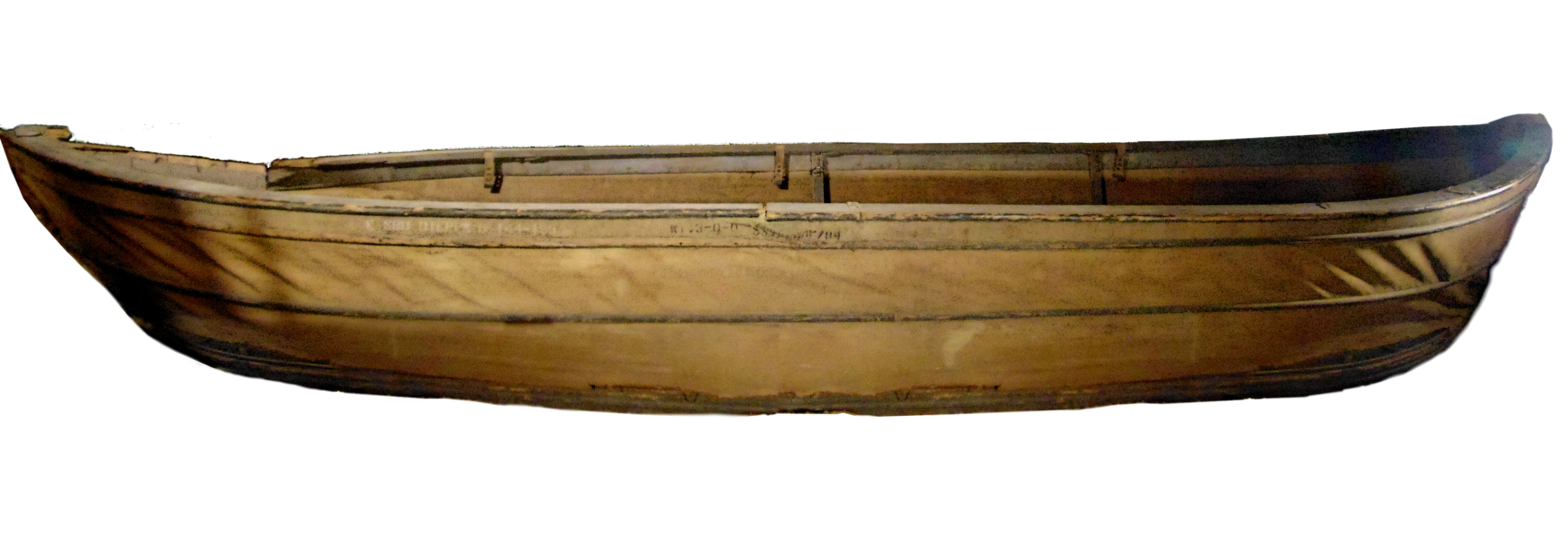
Boot gebruikt bij de Waaloversteek (collectie Nationaal Bevrijdingsmuseum 1944-1945.)

De geplande oversteek op 20 september om 8:00 moest steeds worden uitgesteld door logistieke problemen: de toevoer van de canvasboten ging moeizaam omdat de weg, "Hell's Highway", voor de vrachtwagens te smal was en steeds werd geblokkeerd door uitgebrande voertuigen. Uiteindelijk vond de oversteek plaats om 15:00, ongeveer 2 kilometer stroomafwaarts vanaf de Waalbrug, vlak bij de Elektriciteitscentrale Gelderland. Twee Britse Spitfires moesten de roeiers dekking geven, maar Duits luchtafweer haalde er een neer, waarna de andere terugkeerde naar Engeland.
De parachutisten van het 3e bataljon, 504e RCT (Regimental Combat Team) onder leiding van majoor Julian Aaron Cook ondernamen de oversteek in 26 canvasbootjes. Ze namen een telefoonlijn mee om na de oversteek tussen de twee oevers te kunnen communiceren. De meeste soldaten hadden geen roei-ervaring en het peddelen ging moeizaam. De verdedigers merkten de roeiers op en begonnen hen met artillerie en geweren te beschieten. Enkele boten werden tot zinken gebracht of sloegen om; er was grote chaos. Van de 260 man in de eerste oversteek raakte ongeveer de helft gewond of werd gedood. Men voer vijf maal heen en weer, echter de eerste keer bleven er 16 bootjes achter aan de overkant. Later werd ook het eerste bataljon overgezet. Tijdens deze aanval verloren aan geallieerde zijde 48 man het leven, maar het doel werd wel bereikt. 's Avonds waren zowel de verkeers- als de spoorbrug in geallieerde handen en was de weg vrij voor het Britse 30e Legerkorps. Deze actie kwam echter te laat om de Britse 1e Luchtlandingsdivisie in de Slag om Arnhem te ontzetten.
Er nam ook een Nederlander deel aan de oversteek. Student Ben Bouman fungeerde als gids en tolk. Hij bood zijn diensten aan toen hij het 3e bataljon tegenkwam bij de sluis in Heumen, vlak bij zijn woonplaats Mook. Hij raakte lichtgewond.

## Monumenten

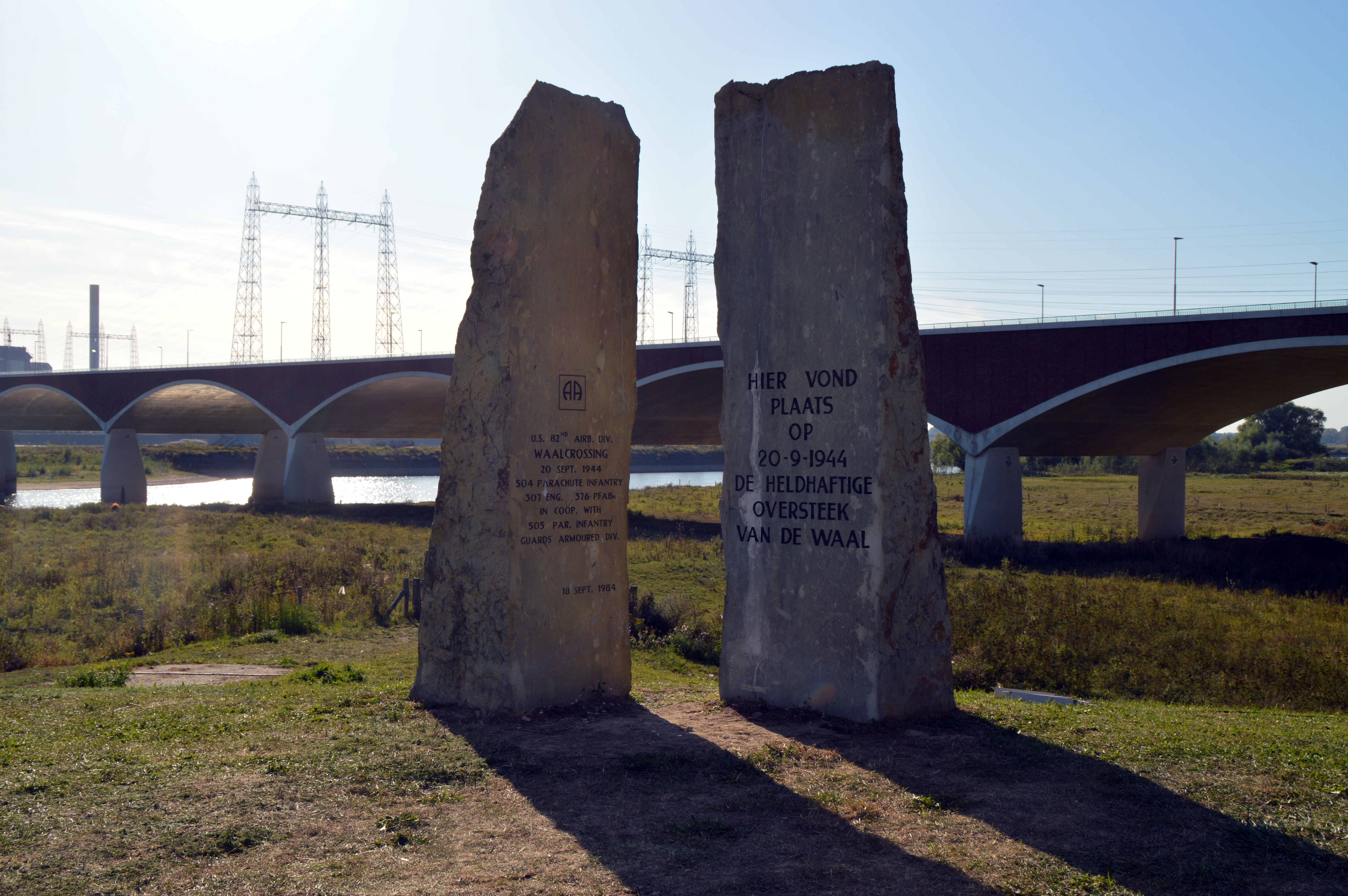
Waaloversteek monument

Ter herinnering aan deze actie en de hierbij omgekomen soldaten, is op 18 september 1984 aan de Oosterhoutsedijk in Lent een monument opgericht. Tevens heeft de derde stadsbrug van Nijmegen, die in 2013 op ongeveer de plaats van de Waaloversteek werd voltooid, de naam 'De Oversteek' gekregen. Als eerbetoon aan de gesneuvelden werd de brug uitgerust met 48 paren lichtmasten die na het aanschakelen van de stadsverlichting paar na paar van zuid (Nijmegen) naar noord (Lent) aangaan, in het tempo van een trage mars.
Ter gelegenheid van de 50e verjaardag van Operatie Market Garden werd er op zondag 18 september 1994 voor tweehonderdduizend toeschouwers een militaire parade gehouden vanaf de Nederlands-Belgische grens bij Valkenswaard tot aan Nijmegen, waarbij ook de Waaloversteek werd nagespeeld in het bijzijn van veteranen, waaronder lord Carrington.
Op 20 september 2009 werd in bijzijn van Britse en Amerikaanse veteranen, koningin Beatrix, de Britse prins Philip, meerdere hoogwaardigheidsbekleders en 15.000 bezoekers, dit onderdeel van operatie Market Garden en de bevrijding van Nijmegen, op die dag 65 jaar geleden, herdacht.
Op 21 september 2014 werd in Nijmegen eveneens de Waaloversteek groots herdacht, in dat jaar 70 jaar geleden. Onder andere werd de Waaloversteek nagespeeld door militairen van de 82e Luchtlandingsdivisie en de Koninklijke Landmacht. Een maand na de herdenking is een spontaan initiatief ontstaan voor een dagelijks eerbetoon aan de gevallen soldaten. Sinds 19 oktober 2014 loopt er elke avond bij zonsondergang een veteraan over de brug, in trage mars, tegelijk met het ontsteken van de 48 lichten. Na het brengen van een groet aan het monument aan de Oosterhoutsedijk keert de veteraan terug.

## Verfilming
De Waaloversteek is verfilmd in de film A Bridge Too Far (1977), de rol van majoor Cook wordt hierin gespeeld door Robert Redford.
69: Verwoesting Oppidum Batavorum ·
880: Beleg door Vikingen ·
1473: Beleg door Karel de Stoute ·
1585: Beleg door Farnese (Parma) ·
1589: Aanslag door Maarten Schenk ·
1591: Beleg van Knodsenburg ·
1591: Beleg door Maurits ·
1672: Beleg door Fransen ·
1794: Beleg door Fransen ·
1944: Bombardement van februari 1944 · Slag om Nijmegen · Waaloversteek · Duitse aanvallen op de Nijmeegse Waalbruggen · Bombardement van oktober 1944